# Honorino Landa
Honorino Landa Vera (ur. 1 czerwca 1942 w Puerto Natales, zm. 30 maja 1987 w Santiago), chilijski piłkarz, napastnik. Brązowy medalista MŚ 62.
Brał udział w dwóch turniejach finałowych mistrzostw świata. Podczas MŚ 62 wystąpił w pięciu spotkaniach, w przegranym 2:4 półfinale z Brazylią został wyrzucony z boiska. Cztery lata później zagrał w dwóch spotkaniach. W swojej karierze był piłkarzem Uniónu Española (mistrzostwo kraju w 1973) i Green Cross Temuco. Łącznie w najwyższej klasie rozgrywkowej w Chile zdobył 193 bramki, w 1961 był królem strzelców Primera División de Chile (24 trafienia). Karierę zakończył w 1975.